# Heptathela hongkong
Heptathela hongkong SONG & WU, 1997 è un ragno del genere Heptathela, che appartiene alla famiglia Liphistiidae.
La seconda parte del nome del genere deriva dal greco θηλή, thelè, che significa capezzolo, proprio ad indicare la forma che hanno le filiere che secernono la ragnatela.
Il nome proprio deriva dal luogo di ritrovamento di questa specie: la regione amministrativa cinese di Hong Kong.

## Caratteristiche
Ragno primitivo appartenente al sottordine Mesothelae: non possiede ghiandole velenifere, ma i suoi cheliceri possono infliggere morsi piuttosto dolorosi

## Distribuzione
Rinvenuta nella regione peninsulare asiatica di Hong Kong.